# قسم جرغلان الريفي (مقاطعة بجنورد)
قسم جرغلان الريفي (بالفارسية: دهستان جرگلان) هي منطقة ريفية تقع في إيران في مقاطعة راز. يقدر عدد سكانها بـ 30,659 نسمة .